# موتور حسين أباد (خبر بافت)
موتور حسین أباد (بالإنجليزية: Mowtowr-e Hoseynabad)‏ هي مستوطنة تقع في إيران في Khabar Rural District.